# Katrine Hoop

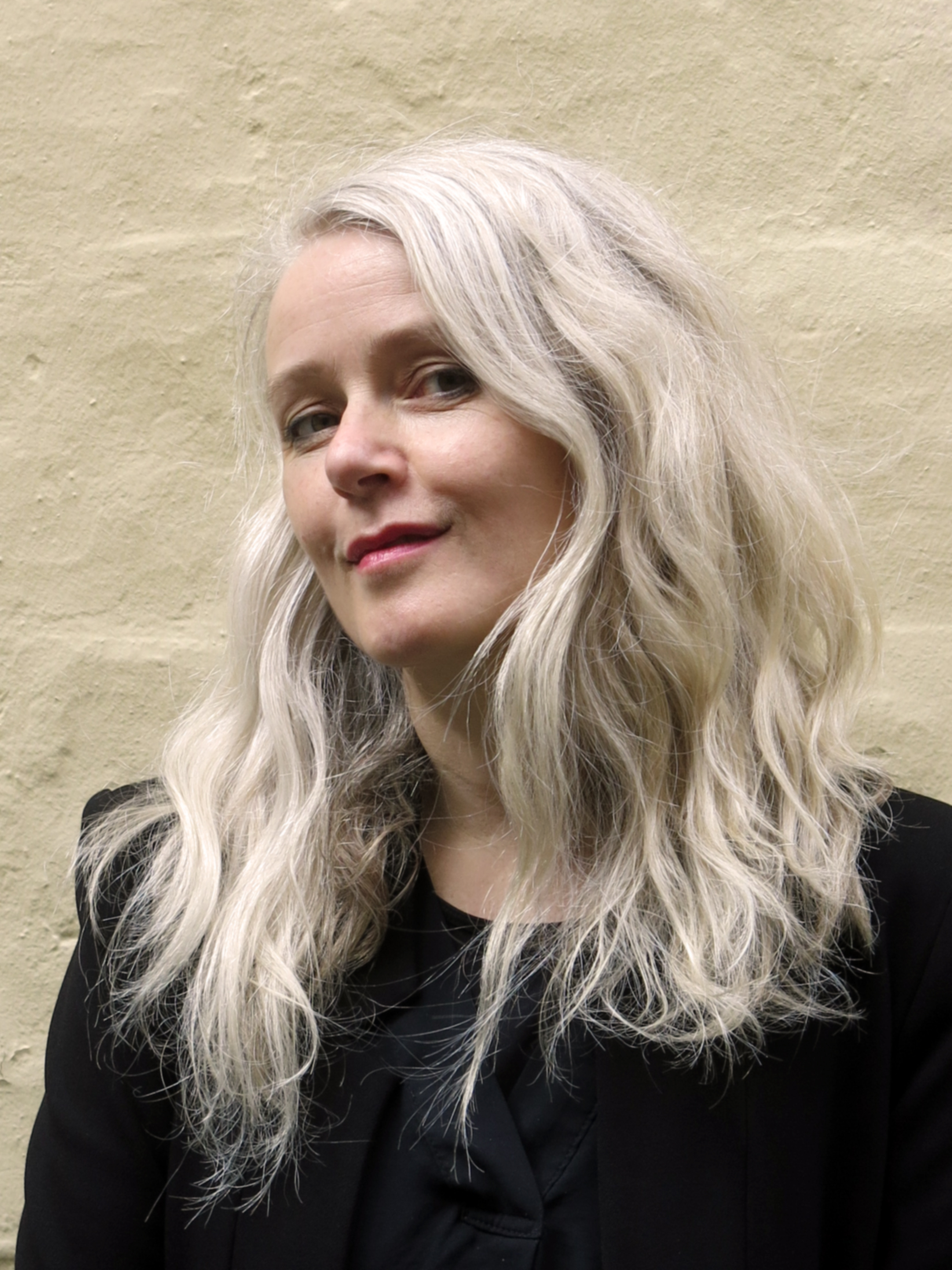
Katrine Hoop

Katrine Hoop (* 17. Dezember 1970 in Tönning) ist eine dänisch-deutsche Aktivistin, Autorin und ehemalige Politikerin (Die Linke, zuvor SSW).  

## Leben und Beruf
Hoop gehört der dänisch-friesischen Minderheit in Südschleswig an. Sie ist die Nichte des Schriftstellers und Künstlers Hein Hoop.
Nach ihrem Abitur 1991 am dänischen Gymnasium Duborg-Skolen in Flensburg studierte sie Sozialpädagogik an der Fachhochschule Hamburg und Kriminologie an der Universität Hamburg und war in Hamburg u. a. als Streetworkerin und Schulsozialarbeiterin im öffentlichen Dienst beschäftigt. Im Jahre 2007 übernahm sie die Leitung des dänischen Kulturzentrums Aktivitetshuset in Flensburg. Von 2012 bis 2018 war sie als Kommunikationsreferentin und Projektleitung beim Dänischen Schulverein für Südschleswig angestellt.
Hoop hat sich mit zahlreichen Diskussionsbeiträgen und Vorträgen in und für die dänische Minderheit engagiert und ist dafür 2011 mit dem Grænseforeningens Kulturpris des dänischen Grenzvereins (Grænseforeningen) in Kopenhagen geehrt worden.  In den Jahren von 2015 bis 2018 gestaltete sie als Mitinitiatorin und Bloggerin das Projekt „Refugees Welcome Flensburg“ maßgeblich mit. Für ihr Engagement für Willkommenskultur wurde Hoop 2017 mit dem Silke-Hinrichsen-Preis des Frauenforums des Südschleswigschen Wählerverbandes (SSW) in Flensburg ausgezeichnet.
Katrine Hoop lebt in Flensburg, hat einen erwachsenen Sohn und ist mit dem Autor und Aktivisten Amed Sherwan liiert.

## Auszeichnungen
- 2011 erhielt Hoop den Grænseforeningens Kulturpris des dänischen Grenzvereins in Kopenhagen.[3]
- 2017 ist Hoop mit dem Silke-Hinrichsen-Preis des Frauenforums des SSW in Flensburg ausgezeichnet worden.[4]

## Politik
Hoop gehörte zunächst der Partei SSW an. Sie wechselte im Februar 2020 zur Partei Die Linke. Im September 2020 wurde sie einstimmig in die Doppelspitze des Kreisverbandes Flensburg der Partei Die Linke gewählt. Am 24. September 2020 gab sie ihre Kandidatur als Direktkandidatin für Die Linke im Bundestageswahlkreis 1 bekannt. Im Mai 2021 wurde sie als Direktkandidatin bestätigt. Auf der Landesliste zur Bundestagswahl 2021 wurde sie ebenfalls im Mai auf Platz 3 gewählt.

## Publikationen
- Amed Sherwan, Katrine Hoop: Vom Ziel zum Weg. In: Denkfabrik (Hrsg.): Verbündet euch! Für eine bunte, solidarische und freie Gesellschaft. Edition Nautilus, 2021, ISBN 978-3-96054-255-1
- Amed Sherwan, Katrine Hoop: Kafir. Allah sei Dank bin ich Atheist. Edition Nautilus, 2020, ISBN 978-3-96054-238-4
- Jeg vil enes med hinanden – og mig selv. In: Haase, Mikkelsen, Sørensen (Hrsg.): Fyrretyve fortællinger fra Sønderjylland. Tønder 2014, ISBN 978-87-88995-51-0